# Ravensburger Kammersolisten

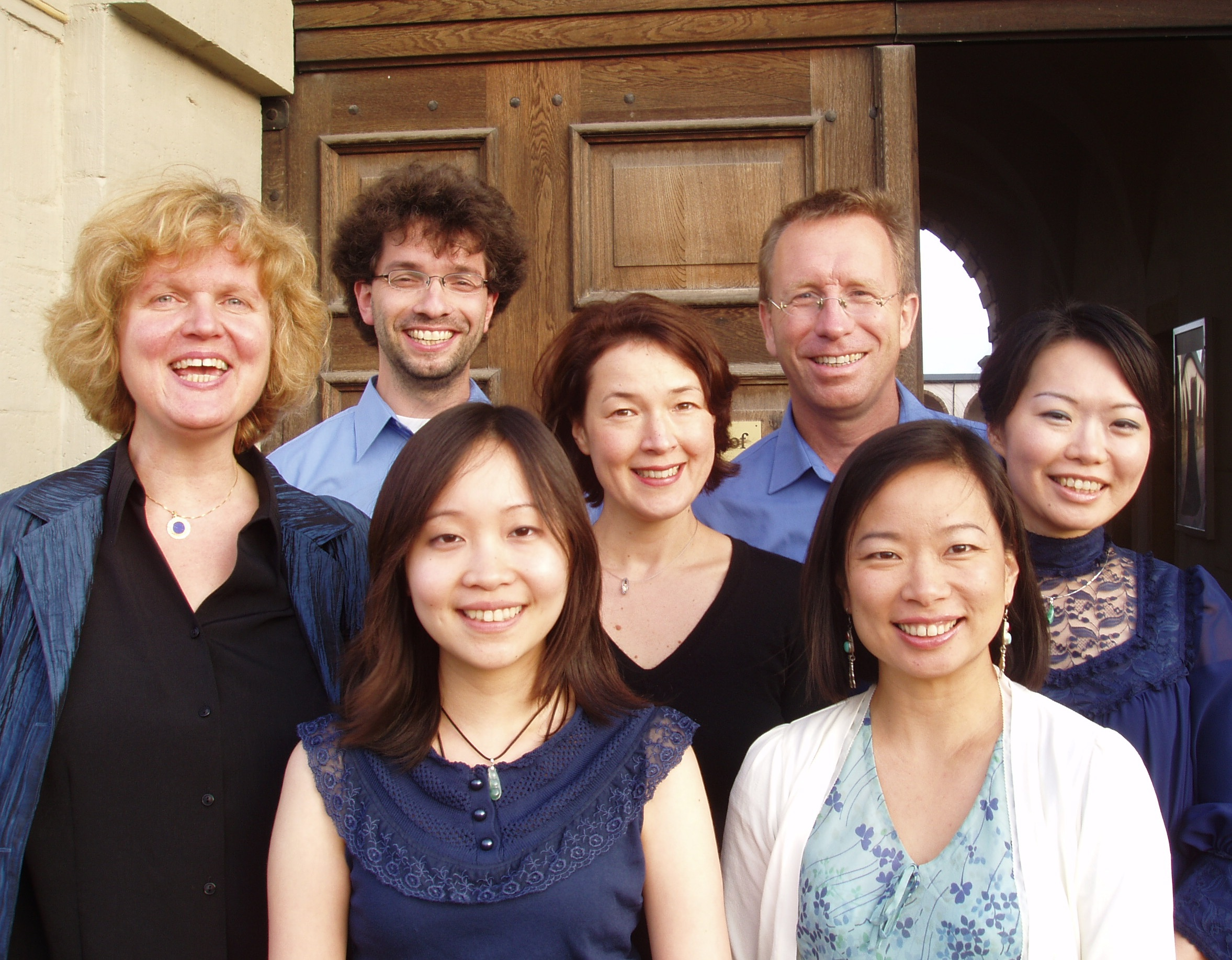
Die Stimmführer der Kammersolisten 2009

Die Ravensburger Kammersolisten sind ein im Februar 2008 als gemeinnütziger Verein gegründetes, selbstverwaltetes  Kammerorchester mit Sitz in Ravensburg. Gründungsmitglieder sind u. a. Han Lin Liang (Violine), Hans Georg Hinderberger (Viola), Claudia Schwarze und Frank Westphal (beide Violoncello).

## Profil
Das aus bis zu 20 Berufsmusikern internationaler Herkunft bestehende Ensemble hat sich zum Ziel gesetzt, sowohl Orchester- als auch Kammermusik in verschiedenen Kombinationen zu erarbeiten und zur Aufführung zu bringen. Dabei sollen die vielfältigen Möglichkeiten des Streicherklanges im Mittelpunkt stehen. Ergänzend dazu werden künstlerische Projekte für und mit Kindern und Jugendlichen durchgeführt. 
Das Orchester gestaltet regelmäßig Konzerte im Festsaal des Klosters Weißenau und Neujahrskonzerte im Schwörsaal in Waaghaus Ravensburg. Gastmusiker waren dabei u. a. die Violinisten Alexej Barchevitch, Marius Sima und Iulian Dedu, der Klarinettist József Balogh und die Pianisten Myron Romanul und Hartmut Leistritz.
Konzertreisen führten die Kammersolisten u. a. nach München, Stuttgart, Speyer, Erfurt und Gotha. 
Pressestimmen bescheinigten dem Orchester ein „temperamentvoll perfektes, interpretatorisch penibel ausgefeiltes Spiel, das Präzision und Einfühlsamkeit gleichermaßen zusammenfügte“ sowie „die Klangpracht und Intensität eines großen Orchesters“.